# Bané
Pour le département, voir Bané (département).
Bané est le chef-lieu du département de Bané dans la province du Boulgou de la région Centre-Est au Burkina Faso.

## Géographie
Situé au nord du département, Bané est à environ 40 km au nord de Bitou et à environ 35 km au sud de Tenkodogo. Le village est à 5 km à l'est de la route nationale 16.

## Démographie
| 2003  | 2006  | 2012 |
| ----- | ----- | ---- |
| 1 095 | 1 095 | -    |

## Santé et éducation
Bané accueille un centre de santé et de promotion sociale (CSPS) tandis que le centre médical (CM) le plus proche se trouve Bitou et que le centre hospitalier régional (CHR) est à Tenkodogo.
Le village possède une école primaire publique.